# Абу Райхан Беруні (фільм)
«Абу Райхан Беруні» (узб. «Abu Rayhon Beruniy») — радянський фільм 1974 року, знятий на кіностудії «Узбекфільм».

## Сюжет
Фільм розповідає про життя Абу Райхана Беруні, знаменитого вченого-енциклопедиста Сходу, який жив в епоху Середньовіччя, міжусобних воєн і тиранії феодалів, про його боротьбу з мракобіссям і його трагічну любов до рабині Рейхани.

## У ролях
- Пулат Саїдкасимов —  Беруні
- Бімболат Ватаєв —  Махмуд Газневі
- Бахтієр Шукуров —  Беруні (в юності)
- Раззак Хамраєв —  Ібн Ірак
- Всеволод Якут —  Кабус
- Тамара Шакірова —  Заррін Гіс, дочка Кабуса
- Бахтійор Іхтіяр —  Сухраб
- Євген Гуров —  Прокл, візантійський математик і астроном
- Артік Джаллієв —  купець
- Гані Агзамов —  селянин

## Знімальна група
- Режисер — Шухрат Аббасов
- Сценаристи — Шухрат Аббасов, Павло Булгаков
- Оператор — Хатам Файзієв
- Композитор — Руміль Вільданов
- Художник — Емонуель Калонтаров